# Вирус Син Номбре
Вирус Син Номбре (англ. Sin Nombre orthohantavirus, ранее Sin Nombre virus) относится к семейству Hantaviridae порядка Bunyavirales. Является самой частой причиной заболевания хантавирусного кардиопульмонального синдрома в Соединённых Штатах Америки.

## История изучения
Впервые вирус был обнаружен в 1993 году, когда в регионе США под названием «Четыре Угла», во время сильнейшей вспышки хантавирусного кардиопульмонального синдрома. Первоначально вирус так и называли «Четыре угла», однако позже он получил название Sin Nombre virus, что переводится с испанского как «безымянный вирус». В 2017 году в связи с выделением порядка Bunyavirales и ревизией рода Hantavirus научное название вида изменено, как и у большинства других относящихся к порядку таксонов.
Уровень смертности при заражении вирусом Син Номбре составляет от 30 до 50 %. Среди симптомов, помимо кардиопульмонального синдрома, часто возникает шок и полиорганная недостаточность, что объясняет такие высокие показатели смертности.

## Переносчики
Естественным переносчиком вируса является олений хомячок — РНК обнаруживают практически во всех внутренних органах (сердце, лёгких, почках и селезёнке), при этом никакого вреда для эндотелия не обнаружено. Любопытный факт — оленьи хомячки также являются природными переносчиками вируса Андес, но после попадания в организм его следы полностью исчезают в течение 21—56 дней, при этом не возникает никаких симптомов. Таким образом, из-за широкой распространённости оленьего хомячка на территории США, под угрозой заражения вирусом находится большая часть населения Северной Америки, за исключением южных регионов (в тех местах основной угрозой для населения выступает другой хантавирус Bayou orthohantavirus), а также самых северных — Аляски и Канады.